# Gustav Possler
Gustav Possler, född 11 november 1994 i Södertälje, är en svensk ishockeyforward som spelar för IF Björklöven.